# Эссенфелдер, Фредерико
Фредерико Эссенфелдер (порт. Frederico Essenfelder; 23 июня 1891 — 27 февраля 1952, Куритиба), также известный по прозвищу Фриц (порт. Fritz) — бразильский футболист, защитник. Немец по происхождению. Один из основоположников футбола в штате Парана и микрорегионе Пелотас, приведший футбол в Куритибу.

## Биография
Эссенфелдер — один из основателей клуба «Коритиба», в котором он сподвиг немецкую колонию Куритибы основать клуб «Турнферайн», предшественника «Коритибы». Примечательно, что тренировались футболисты «Турнферайна» на поле, находившегося позади полицейского участка. А состояла команда из посетителей местного тира, в основном немцев, и англичан, работавших в местных компаниях. 12 октября 1909 года футболисты, под руководством Эсселфелдера, в местном театре Хауэр приняли решение основать клуб под названием «Коритибано», позже переименованный в «Коритибу».
Эссенфелдер получил приглашения из города Монте-Гроссо, чтобы привести свою команду на матч с англичанами, работавших на железной дороге Параны, Фрицу было поручено выбрать лучших футболистов, к выбору он пришёл оригинально, каждый игрок должен был рассказать интересную историю из жизни, а лучшие «рассказчики» получили возможность выйти на поле. Матч с командой, в которой играли англичане, завершился победой «Ферайна» 1:0.

## Достижения
- Чемпион штата Парана: 1916